# Baffin-sziget
A Baffin-sziget (Baffin-föld, angolul Baffin Island, Baffin Land) a kanadai sarkvidéki szigetcsoport legkeletibb és egyben legnagyobb szigeteként Kanada legnagyobb és a világ ötödik legnagyobb szigete Nunavut tartományban, Kanada és Grönland között, a Baffin-öböltől délre, a Hudson-öböltől északra, a Foxe-medencétől északra és nyugatra. Jó része az északi sarkkörön túl terül el.
Területe 507 451 km² (476 068 km²); hossza 1600 km, szélessége 200–700 km.

## Földtani felépítése
Keleti része a Kanadai-pajzs részeként prekambriumi kristályos kőzetekből áll; főként gránitból és gneiszből. Nyugati része paleozoós üledékes kőzeteken kialakult síkság.

## Természetföldrajzi jellemzői
Keleti oldalán húzódik a Penny Highland hegység, aminek legmagasabb csúcsa a 2147 m magas Odin-hegy (2591 m magas) A hegység eljegesedett keleti lejtőit fjordok tagolják.
Éghajlata zord: a januári középhőmérséklet -30°C – -40°C, a júliusi középhőmérséklet 0 és -5°C között változó; a sziget legenyhébb éghajlatú, délkeleti részén januárban -20°C, júliusban +5°C.

## Felfedezése
A szigetet William Baffin (1584–1622) brit felfedezőről nevezték el, a vikingek azonban már évszázadokkal korábban jártak itt: 1000 körül Leif Eriksson Hellulandnak nevezte el.
A földrajzi felfedezések kora részeként déli partját először Martin Frobisher érte el 1576–1578-as útján; északi partját William Baffin fedezte föl 1616-ban.

## Lakossága
| 2016 | 13 148 |

Lakossága mintegy 11 000 fő (2007-es becslés); közülük nagyjából 3400 az eszkimó őslakó. Ők elszórt, apró, főleg tengerparti településeken élnek, és az inuktitut (kelet-kanadai inuit) nyelv két nyelvjárását beszélik:
- qikiqtaaluk uannangani nyelvjárás (északi-baffini); illetve
- qikiqtaaluk nigiani nyelvjárás (dél-baffini).

A sziget közigazgatási központja Frobisher Bay az azonos nevű Frobisher-öböl partján; 
legnagyobb városa a déli parton épült Iqaluit, aminek a 2006-os népszámlálás idején 6184 lakosa volt.

## Gazdasága
Pond Inletben 1924-ben egy barnakőszénbányát nyitottak.
Az őslakók fő foglalkozásai a prémvadászat és a halászat.